# Robert M. Pirsig
Robert Maynard Pirsig, född 6 september 1928 i Minneapolis i Minnesota, död 24 april 2017 i sitt hem i South Berwick i York County i Maine, var en amerikansk författare och filosof. Han är mest känd för sin bok Zen och konsten att sköta en motorcykel från 1974, där han lägger fram sin syn på begreppen värde och kvalitet. Boken har fått status som kultbok och sålt i miljoner exemplar världen runt.

## Biografi
Robert M. Pirsig föddes i Minneapolis, Minnesota i USA. Hans pappa, Maynard, var lärare vid University of Minnesota Law School från 1934 till han gick i pension 1970. Han var dekanus mellan 1948 och 1955. Robert M. Pirsigs farfar hette Gustav Pirsig. Hans mamma, Harriet Marie Pirsig (född Sjobeck) har svenskt ursprung.
Pirsig var ett begåvat barn, Han började på dagis (kindergarten) vid 5-6 års ålder men eftersom han redan kunde läsa och skriva flyttades han nästan omgående upp till andra klass. Han hoppade därför över flera årskurser under sin skolgång. Han blev retad för att han var minst och dessutom stammade han vilket gjorde uppväxten och skolgången till en obehaglig upplevelse. Han blev dessutom tvungen att skriva med höger hand trots att han var vänsterhänt.
Redan vid nio års ålder hade han en IQ på 170 enligt Stanford-Binet Form M Test, vilket man finner hos ungefär 1 på 50 000 individer.
1943, bara femton år gammal, började han studera biokemi vid University of Minnesota. I boken Zen och konsten att sköta en motorcykel beskriver han sig själv som en annorlunda student: en idealist som såg vetenskap som ett mål i sig snarare än ett sätt att göra karriär.
Under tiden han utförde laboratoriearbete stördes han av det faktum att det alltid fanns fler än en fungerande hypotes för att förklara ett fenomen och att antalet sådana hypoteser verkade vara oändligt. Han kunde inte komma på något sätt att ta sig runt detta problem och det verkade för honom som om hela det vetenskapliga projektet hade stannat upp. Han blev så uppslukad av problemet att han efter en tid blev avstängd från universitetet på grund av dåliga betyg.
Efter att ha tjänstgjort i den amerikanska armén i Korea 1946-48 återvände han till University of Minnesota. På båten tillbaka till USA läser han F.S.C.Northrops "Meeting of East and West", som gör ett djupt intryck på honom, något han beskriver i Zen och konsten att sköta en motorcykel. 1950 tog han Bachelor of Art examen i filosofi (motsvarar fil.kand. i Sverige). Därefter började han på Benares Hindu University i Indien för att lära sig mer om österländsk filosofi. Han fortsatte också att studera filosofi vid University of Chicago men tog aldrig någon examen. I Zen och konsten att sköta en motorcykel beskriver han sina svårigheter som student under professor Richard McKeon.
Pirsig gifte sig 1954 med Nancy Ann James. Tillsammans fick de två barn, Chris (28 november 1956) och Theodore (24 april 1958). Innan Zen och konsten att sköta en motorcykel publicerades försörjde Pirsig sig som frilansare och lärare i engelska. Efter en känslomässig och mental kollaps åkte han under åren 1960-1963 in och ut på mentalsjukhus, där han genomgick elchocksterapi. 1975 köpte Pirsig och hans fru en båt och tog seglarlektioner för att segla jorden runt. Två år senare bodde Pirsig på båten tillsammans med en annan kvinna, Wendy Kimball. Han skiljde sig från sin första fru Nancy Ann James 1978 och gifte om sig med Wendy Kimball samma år.
Sonen Chris, som har en viktig roll i Zen och konsten att sköta en motorcykel, knivskars 17 november 1979 till döds vid ett rån utanför San Francisco Zen Center. Pirsig diskuterar händelsen i efterordet till senare utgåvor av Zen och konsten att sköta en motorcykel, där han skriver att han tillsammans med sin andra fru Kimball beslutade att inte göra abort efter att hon blivit gravid 1980 eftersom han trodde att barnet var en fortsättning av det liv Chris hade lämnat. Det visade sig vara en dotter och hon döptes till Nell.
Pirsig undvek att uttala och visa sig offentligt. Han reser runt på Atlanten med sin båt och har haft tillfällig bostad i Norge, Sverige, Belgien, England samt fler platser runt om i USA. 1983 seglar Pirsig, hans fru Wendy och deras dotter Nell i Sverige, bland annat till Frillesås. 1984 bor han på en båt i Sverige, där han också skriver det nya efterordet till Zen och konsten att sköta en motorcykel som beskriver hur hans son Chris blir mördad.
Den 5 februari 1997 avled hans far, Maynard Pirsig, 95 år gammal.

## Verk
Pirsig har i stort sett bara skrivit två böcker: Zen och konsten att sköta en motorcykel och Lila.
Zen och konsten att sköta en motorcykel utforskar Pirsigs definition av "Kvalitet" och "Det goda". Den är skriven i första person och är till stor del en beskrivning av en resa tvärs över USA med berättarjaget hans son och ett par vänner. Romanen refuserades först av 121 förlag innan den kom att ges ut. 
Pirsigs förläggare avslutade sin rekommendation till styrelsen med följande ord: "Detta är en fullständigt briljant bok, det är sannolikt ett verk av en mästare och kommer, vågar jag påstå, bli en klassiker." I en bokrecension av Georg Steiner jämfördes Pirsigs författarskap med Dostojevskij, Hermann Broch, Proust och Henri Bergson med "påståendet är sant...analogierna med Moby Dick är uppenbara". The Times kallade den "Mycket viktig, störande, djupt rörande, full av insikter, en underbar bok".
1974 tilldelades Pirsig ett Guggenheim-stipendium som lät honom skriva en uppföljare, Lila, som kom ut 1991. I Lila - en studie i moral utvecklar han och fokuserar på en värdebaserad metafysik som han kallar "Kvalitetens metafysik", som skall ersätta den existerande objekt-subjekt synen.
Sven Lindqvist utgav 2006 en bok med namnet ”Fadern, sonen och den heliga motorcykeln” där en längre essä om Pirsigs roman ingår. Men Lindqvist nöjer sig inte med att referera. Ända sedan han första gången läste boken ”har jag velat göra resan, följa texten på småvägar genom USA:s bakvatten”, vilket han också genomför.  Han karakteriserar boken som en bägare österländsk filosofi härtappad i Mellanvästern, på en gång essä, roman reseskildring och självbekännelse.

## Kvalitetens metafysik
År 2005 organiserade Dr Anthony McWatt vid University of Liverpool, England, den första konferensen om Pirsigs idéer om kvalitetens metafysik. Samtidigt fick McWatt 2004 den första doktorsgraden i ämnet av Liverpools universitet med sin avhandling A Critical Analysis of Robert Pirsig's Metaphysics of Quality.

## Utmärkelser
- 1974 - Guggenheim Fellowship
- 1979 - American Academy and Institute of Arts and Letters Award